# Piedimonte Matese
Piedimonte Matese (Piedimonte d'Alife fino al 1970) è un comune italiano di 9 994 abitanti della provincia di Caserta in Campania.
Situata in posizione intermedia tra la pianura Campana e il massiccio del Matese, riveste un ruolo significativo nel settore del commercio e dei servizi. Le prime citazioni documentarie di Piedimonte risalgono al 977 e al 1020, anni in cui il dominio longobardo era ormai al termine. Il borgo era allora denominato "Pedes de monte" e la denominazione indicava la sua collocazione geografica ai piedi della sovrastante montagna.

## Geografia fisica

### Territorio

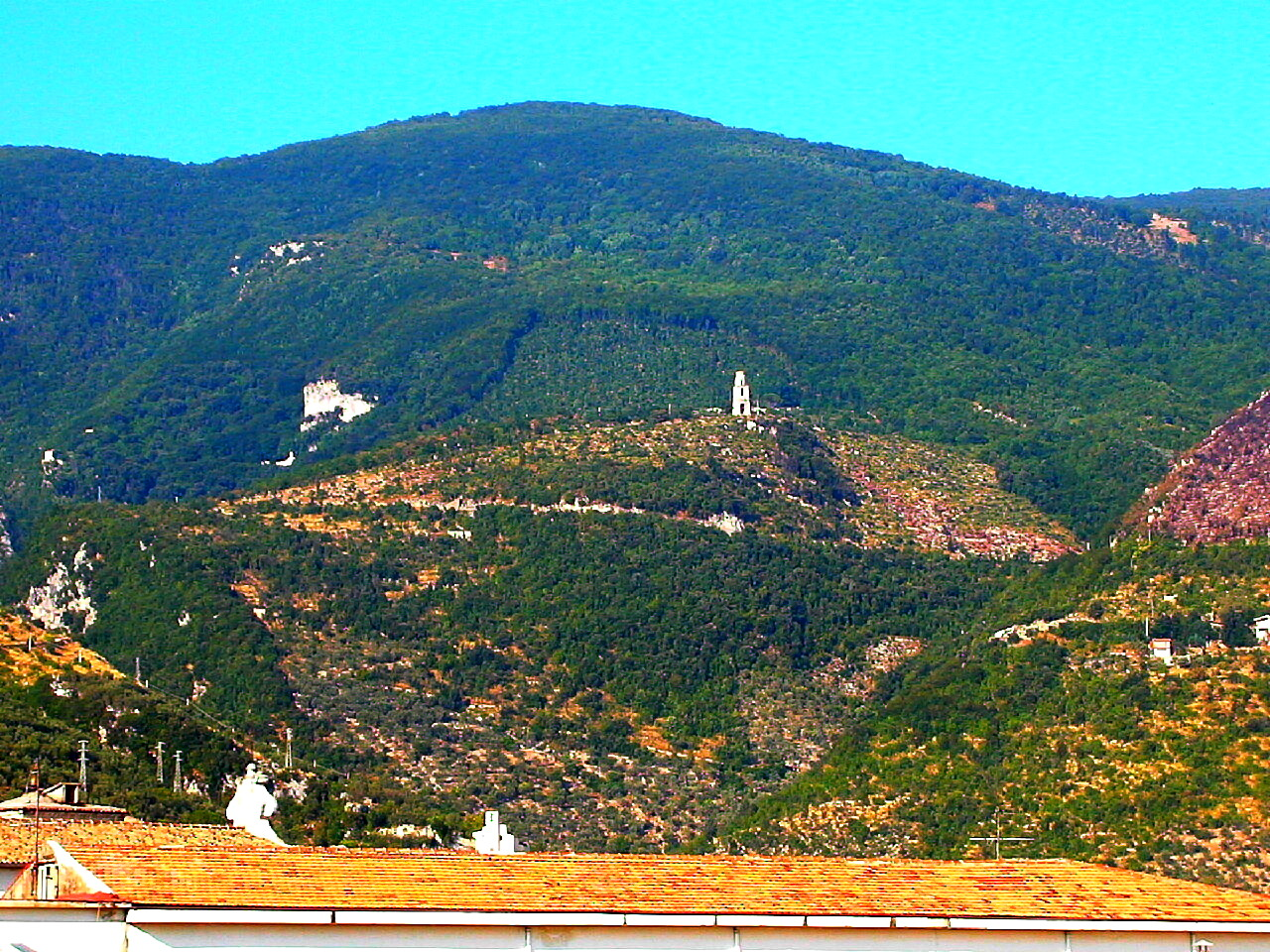
Veduta del monte Muto. In cima è possibile notare il campanile del complesso di Santa Maria Occorrevole.

L'abitato è situato alle estreme pendici meridionali del Matese, ai piedi dei monti Cila, Muto e della "terrazza di Castello" dove è situato l'abitato di Castello del Matese. Il Cila ha un'altitudine di 677 metri, è ricco di uliveti ed è "diviso" in superficie dai grandi tubi verdi della condotta forzata che porta l'acqua del lago del Matese alla sottostante centrale idroelettrica. Il Muto è alto 1037 metri mentre la terrazza di Castello arriva a 474 metri.

### Idrografia
Il fiume Torano era il principale corso d'acqua di Piedimonte e, fino al suo incanalamento nell'acquedotto campano (1963), scorreva all'interno del centro abitato dirigendosi poi verso il Volturno. Il fiume ha origine da una deviazione delle acque del lago del Matese, come accertato da un esperimento compiuto nel 1953: una sostanza colorante gettata nell'inghiottitoio del lago (lo "Scennerato") colorò dopo cinque giorni le acque sorgive del Torano, che sgorga presso il centro storico ai piedi del rione S. Giovanni.

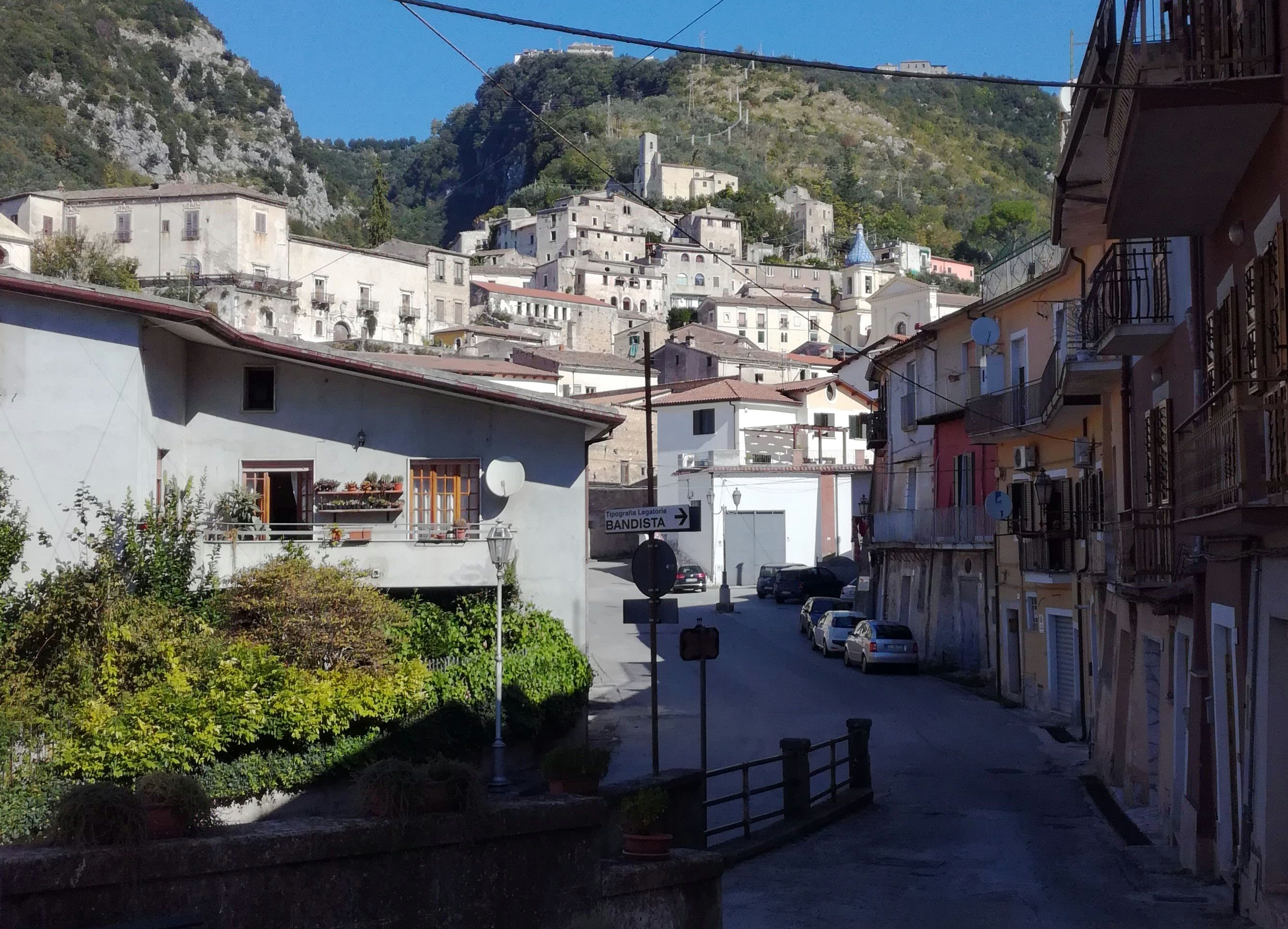
Rione San Giovanni e Palazzo Ducale

Altro corso d'acqua era il Maretto o "Toranello", incanalato anch'esso nel 1965. Il suo letto è usato per lo scarico delle acque reflue utilizzate dalla centrale idroelettrica.

## Storia

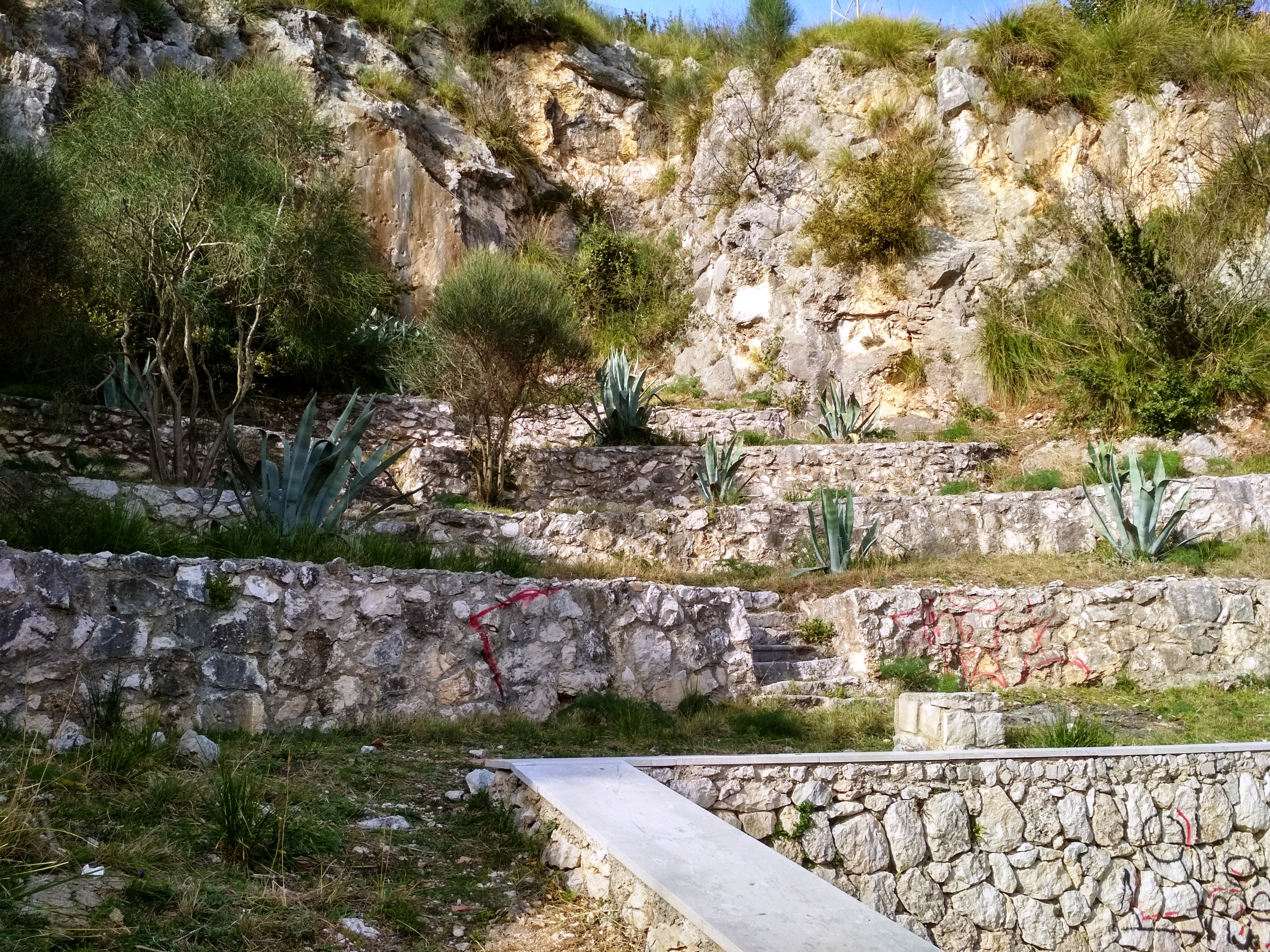
Veduta del Parco archeologico del Monte Cila.

### Le origini
I reperti archeologici (armi litiche e terrecotte) e i resti delle mura megalitiche testimoniano una presenza umana nella zona fin dall'età neolitica. Il monte Cila, alle cui falde sorge l'attuale centro abitato, in epoca sannitica ospitava un insediamento. Fra i resti archeologici rinvenuti vanno annoverati il Corridore del Cila e lo Zeus del Cila, due antiche statuette conservate nel museo civico Raffaele Marrocco assieme ad altri 170 reperti provenienti dall'area del Monte Cila.
Nel IX secolo si formò il primo nucleo abitato di Piedimonte, stretto attorno alla chiesetta di San Giovanni e situato in posizione dominante e di controllo della piana Alifana e della valle del Volturno. Il piccolo borgo in quel periodo dipendeva dai conti longobardi di Alife.
Nel corso dei secoli IX e X la popolazione del piccolo insediamento aumentò grazie ai profughi provenienti dalla piana alifana, devastata dalle incursioni saracene. In questo periodo si formò anche il borgo di Vallata che nei secoli successivi, grazie all'espansione urbanistica, si unirà a quello di S. Giovanni formando un unico abitato. Nel X secolo è documentata anche l'esistenza del casale di Sepicciano, diventato poi frazione di Piedimonte.

### Il dominio dei Gaetani

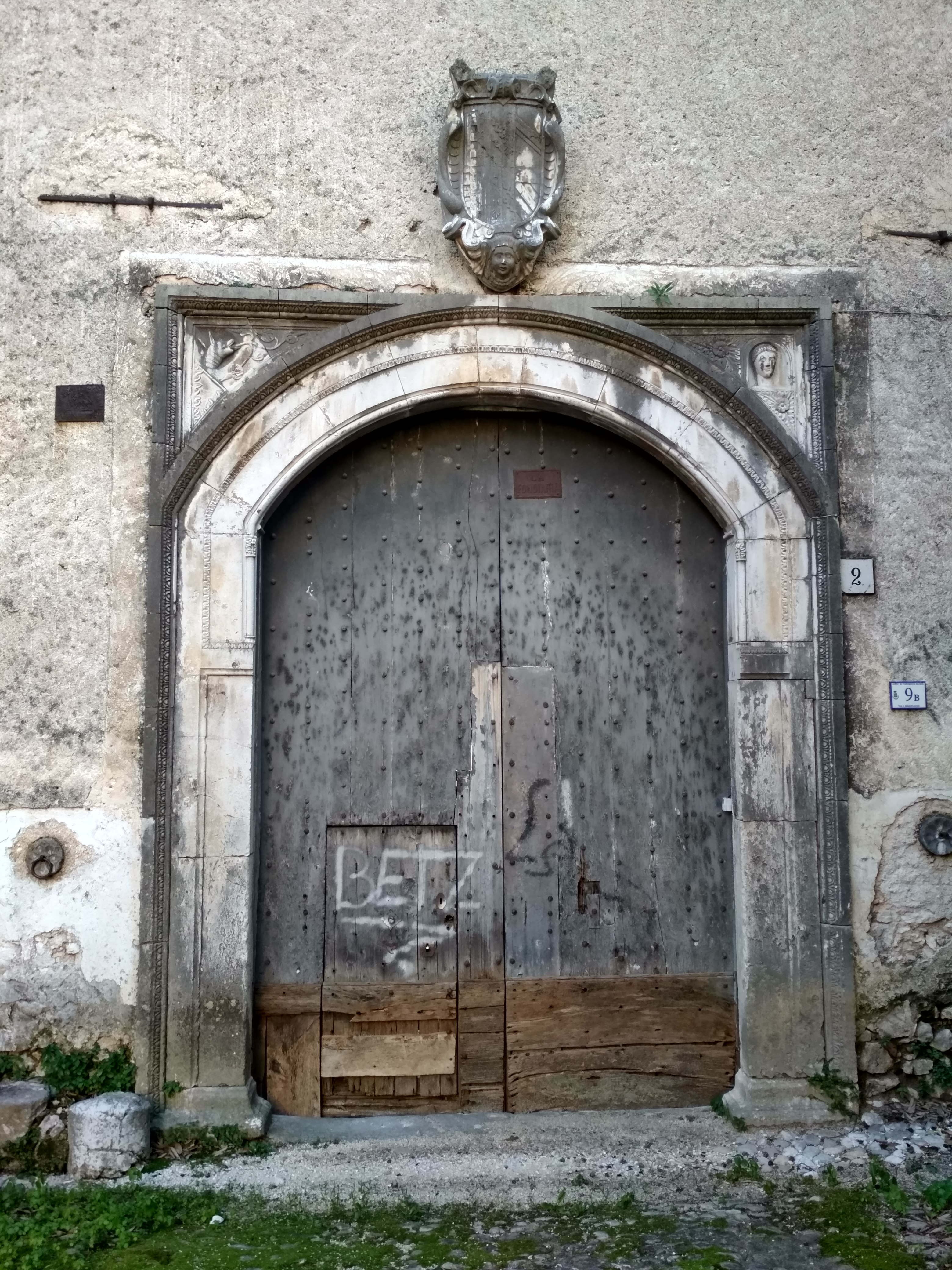
Particolare di uno dei portali di ingresso del palazzo ducale di Piedimonte Matese.

Sotto i normanni Piedimonte accrebbe a baronia, con una estensione di 142 km² e giurisdizione sui sobborghi vicini di Castello del Matese, San Gregorio Matese, Sepicciano e San Potito Sannitico. Nel corso dei secoli fu dominata da varie famiglie: dai De Busson ai D'Aquino, dai Della Leonessa ai Gaetani d'Aragona che la tennero fino all'eversione della feudalità (1806). Sotto il lungo dominio dei Gaetani fu potenziata l'industria dei panni lana che raggiunse il culmine nei secoli XVI-XVIII favorendo un netto incremento della popolazione.
Nel 1229 fu assediata senza successo dall'esercito pontificio destinato a combattere Federico II di Svevia mentre nel 1437 fu espugnata e devastata dalle truppe inviate da papa Eugenio IV contro Alfonso d'Aragona. La città risultò essere nuovamente vittoriosa nel 1460, quando resistette ai baroni ribellatisi a Ferrante d'Aragona ma nel 1503 fu saccheggiata dagli spagnoli.
I rapporti fra i signori Gaetani e la comunità locale (l'universitas) furono regolati dagli statuti del 1481 e da successivi accordi. I Gaetani, che dagli inizi del '500 cominciarono stabilmente ad abitare nella cittadina, amministrarono Piedimonte con grande diligenza e senza violenza tanto che il letterato Nicolò Giorgio definì la loro signoria "soave e benigna", giudizio condiviso da altri storici del luogo, eccetto Dante Marrocco, il quale ha affermato che comunque i feudatari potevano avvalersi di un forte potere intimidatorio. Ai piedimontesi in effetti nel 1618 fu proibito dal Consiglio collaterale del Viceré di Napoli di ricorrere in appello presso i tribunali napoletani avverso le cause locali che coinvolgevano i signori Gaetani.
Sul finire del Quattrocento è attestata a Piedimonte la presenza di un nucleo di ebrei, il cui principale esponente era il banchiere Daniele di Piedimonte, il quale gestì a Napoli un banco di prestito, attività in cui gli subentrò l’ebreo Leucio nel 1482; poco prima del 1483 contrasse la peste e designò quale tutore dei propri figli l’ebreo Mele di Benevento, cittadino di Ariano.
Piedimonte attualmente ha un centro storico unitario, formatosi in secoli di espansione edilizia. Fino al XIX secolo però era ancora evidente la divisione dell'abitato nei due borghi di Piedimonte (sviluppatosi dal rione di S. Giovanni) e Vallata, che ebbero attriti notevoli nei secoli passati. Gli scontri cominciarono nel '500 quando Vallata, aumentata di popolazione, cominciò a chiedere più diritti e di essere meglio rappresentata nel consiglio civico dove aveva solo sei deputati contro i dodici dell'altro borgo. Mancando proposte conciliative, Vallata tentò per due volte di separarsi creando una universitas autonoma nel 1565 e nel 1584 ma i due tentativi finirono nel vuoto. Nel corso del XVII secolo non mancarono episodi eclatanti di scontro, come quando nel 1643 i canonici e il popolo di Vallata si rifiutarono di riconoscere San Marcellino nuovo patrono di Piedimonte. Ulteriori controversie nacquero su altre questioni ecclesiastiche come quella riguardante il diritto di precedenza a suonare le campane durante il sabato santo. Nel 1691 furono addirittura schierati i gendarmi davanti alla chiesa dell'Annunziata per evitare di far suonare le campane prima della chiesa di S. Maria Maggiore; nacque un tumulto al quale seguirono i ricorsi alla Congregazione per i Riti. Altro tentativo di scissione si ebbe intorno al 1735 quando i cittadini di Piedimonte risposero che Vallata e gli altri casali di Piedimonte "non fanno città separata, ma son parte del corpo più nobile e più degno, quale è Piedimonte". Nel 1749, dopo un altro tentativo di ottenere pari diritti, 302 vallatani scrissero una supplica al re per chiedere la separazione. Il principe Antonio Gaetani e il parlamento della città risposero che Vallata era diventata una parte integrante di Piedimonte, un quartiere, e non poteva staccarsi come gli altri casali. La domanda fu rigettata ma riproposta pochi anni dopo fino a quando finalmente si conciliarono le parti: Vallata riuscì ad ottenere lo stesso numero di deputati di Piedimonte e si decise di alternare ogni anno la sede delle riunioni consiliari nei due borghi. La pace fu sancita anche dalla proclamazione nel 1764 della Madonna Immacolata, patrona di Vallata, a protettrice dell'intera città assieme a San Marcellino.
Dal 1561 cominciarono a risiedere a Piedimonte i vescovi di Alife.
A Piedimonte fu attribuito per la prima volta il titolo di città nel 1530 da Carlo V d'Asburgo, riconfermato nel 1730 da Carlo VI d'Asburgo, pochi anni dopo l'elevazione dei signori di Piedimonte a principi (1715). Di lì a poco i sobborghi della città cominciarono ad ottenere autonomia amministrativa, conservando nei loro stemmi uno dei cipressi dello stemma civico.
Sotto i Borbone anche a Piedimonte fu redatto il catasto onciario, il quale fotografò la situazione socio-economica della città nella metà del XVIII secolo. In quel periodo era feudatario della città il principe Giuseppe Antonio Gaetani d'Aragona che traeva le sue entrate dal diritto di passo attraverso porta Vallata, dai diritti esclusivi di vendita delle "pelli piccole" e dell'affilatura degli attrezzi dei boscaioli. Il principe aveva inoltre diritti di pascolo, di pesca nel lago del Matese, di bollo sui panni lana prodotti. Aveva due mulini, tre frantoi, una taverna, una conceria di pelli, nove gualchiere dedite alla produzione dei panni lana e una tintoria dove tigerli. Il principe viveva nel palazzo ducale situato nel centro storico, completo anche di un teatro e di fontane d'acqua corrente, ma amava soggiornare anche in una villa dotata di un vasto podere e di un laghetto. Possedeva numerose case e terre e circa 4.000 animali, in gran parte pecore e capre. La città aveva nel 1754 una popolazione di circa 4 500 unità e 856 famiglie.
Durante la seconda metà del XVIII secolo la città conobbe un periodo di decadenza dovuto ad una molteplicità di cause: la perdita dei casali, il ridimensionamento dell'industria laniera, la cattiva gestione amministrativa e l'imposizione di "gravissime tasse suppletorie" che gravavano sulle attività economiche. Nel 1764 l'universitas fu costretta a contrarre dei debiti pur di acquistare il grano per panificare.
Nel 1799, ai tempi della Repubblica Napoletana, Piedimonte fu elevata a capoluogo di distretto dal quale dipendevano otto mandamenti (Piedimonte, Caiazzo, Capriati, Cerreto, Cusano, Guardia, Venafro, Castellone).

### Gli Egg e la città fino all'unificazione

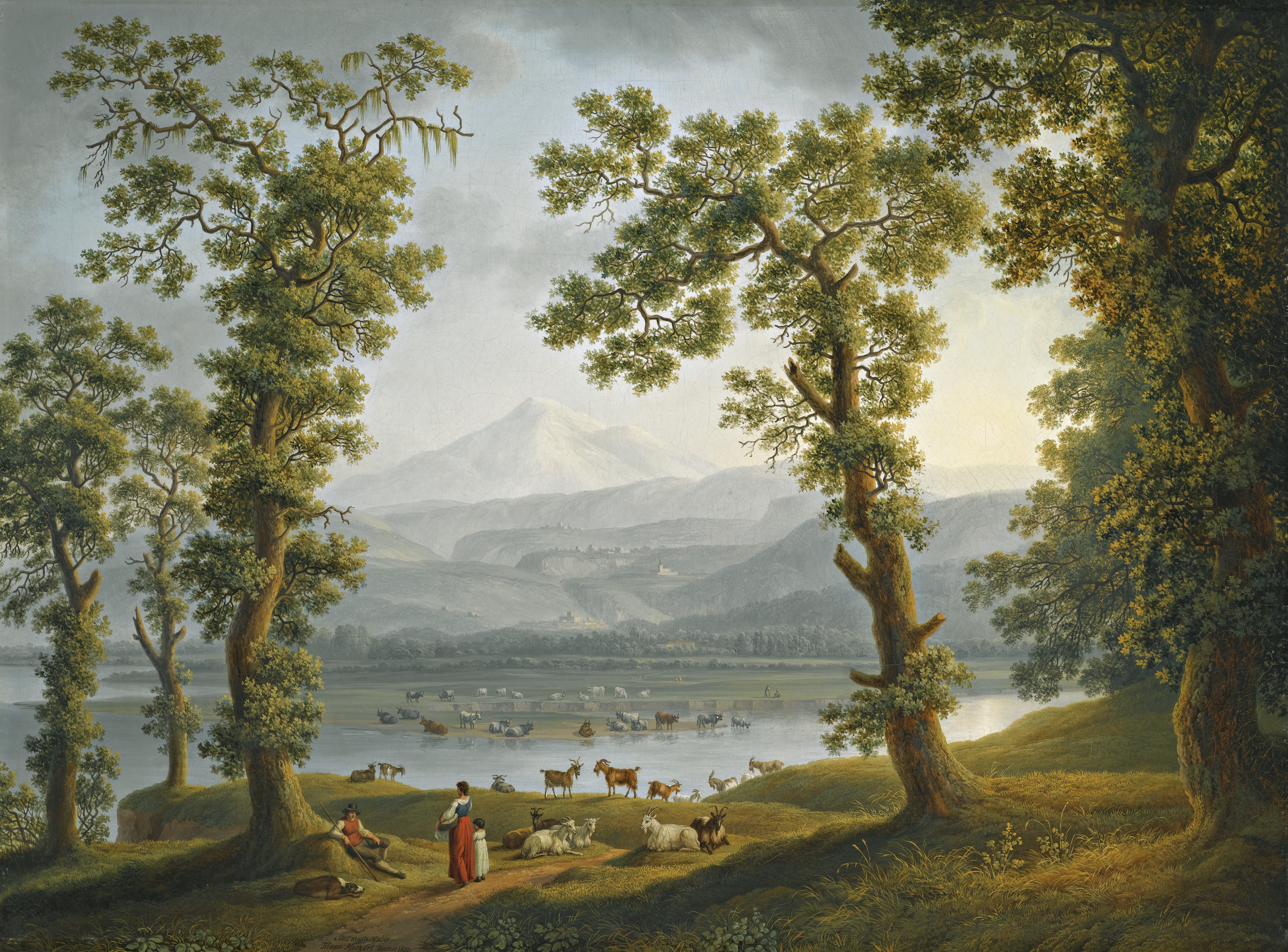
Veduta di Piedimonte e del Matese presa dal Volturno (opera di Jakob Philipp Hackert, 1800)

Cacciati i Borbone, Piedimonte ebbe un importante rilancio economico sotto il periodo della dominazione francese (1805-15) durante la quale, grazie all'interessamento del re di Napoli Gioacchino Murat e di sua moglie Carolina Bonaparte, fu impiantato a Piedimonte un opificio per la filatura meccanica e la tessitura a mano. Johann Jakob Egg (1765-1843), imprenditore svizzero, ottenne dal sovrano l'uso del soppresso convento del Carmine per istituirvi la fabbrica e gli alloggi per le circa cento famiglie di operai specializzati fatti venire dalla Svizzera. Altre cento ragazze del luogo furono assunte nell'azienda che in breve tempo cominciò a produrre solo con la filatura meccanica attraverso il sistema Jacquard. Tornati sul trono di Napoli i Borbone, Egg seppe mantenere buoni rapporti con i nuovi governanti tanto da riuscire ad ottenere nuovi privilegi e ad ampliare il suo opificio.
La città, attraversata da diversi corsi d'acqua, subì più alluvioni. Una inondazione nel 1803 colpì il quartiere di Vallata e un'altra nel 1814 danneggiò la nuova filanda Egg ma le più gravi furono quelle del 1841 e del 1857 durante le quali vi furono danni ingenti alle case e agli opifici dell'intero centro abitato e decine di morti. Altri decessi furono causati dall'epidemia di colera del 1837.

Nel 1841 si recò nella città Ferdinando II delle Due Sicilie, invitato dagli Egg. Visitò la grande azienda tessile e si fermò poi nel palazzo ducale per pranzare con il vecchio conte Onorato Gaetani. Al re piacque molto la cittadina che chiamò "piccola Napoli… tre volte bella". Non mancò un episodio comico quando il sindaco della città Torti chiese al re il permesso di chiamare la porta di accesso a Vallata "porta ferdinandea" e il re rispose «chiammala comme c… vuò tu!»
Frattanto si andavano consolidando anche a Piedimonte le "società segrete": dopo una prima vendita carbonara forte di oltre 100 seguaci, si formò una seconda loggia massonica costituita inizialmente da 60 iscritti. I suoi membri, chiamati "figli del Matese", si adoperarono per evidenziare l'arretratezza del regno borbonico e per sposare la causa dell'unificazione italiana.

Gli anni che precedettero l'unificazione furono caratterizzati da un clima pesante dovuto al regime asfissiante e alla diffusa criminalità che innescò anche fenomeni di brigantaggio quando alcuni feroci malviventi decisero di rifugiarsi nel Matese. Grande scalpore fece all'epoca la cattura nel 1856 del brigante Angelo di Muccio, latitante dal 1849, avvenuta durante un combattimento.
Durante l'unificazione italiana vi fu costituita la Legione del Matese, un gruppo di volontari che si distinse nella battaglia del Volturno combattendo con i garibaldini contro l'esercito del Regno delle Due Sicilie. Nel mese di ottobre vi si accamparono truppe garibaldine e volontari che furono raggiunti dall'esercito borbonico inviato da Francesco II delle Due Sicilie e guidato dal conte di Aquila, il quale era pronto a distruggere la città in caso di resistenza. Garibaldini e volontari unitari abbandonarono la cittadina facendo rimuovere le barricate che erano già state alzate per bloccare i borbonici. Le truppe borboniche imposero una tassa straordinaria ai piedimontesi di ben 50.000 ducati per sostenere gli sforzi bellici ma l'avanzare delle truppe avversarie e il compimento dell'unificazione impedì tale saccheggio.
Gli Egg appoggiarono il movimento unitario e l'imprenditore Gaspare Egg fu subito messo al comando del battaglione piemontese delle guardie nazionali. L'amministrazione comunale di Piedimonte salutò la fine del dominio borbonico con tre giorni di luminarie mentre il vescovo Gennaro Di Giacomo, in disaccordo con la posizione ecclesiastica predominante, festeggiò la raggiunta unità facendo intonare il Te Deum nelle chiese. Il 18 febbraio 1861 furono tenute le elezioni per il Parlamento e risultò eletto nel collegio locale Beniamino Caso il quale, essendo stato eletto anche a Caserta, scelse quel collegio e a Piedimonte vi furono nuove elezioni alle quali fu eletto Gaetano Del Giudice.

### Dall'unità d'Italia agli anni 2000

Immagine d'epoca di piazza Roma risalente alla fine del XIX secolo.

Subito dopo l'unificazione italiana Piedimonte diventò sede di sottoprefettura e capoluogo di circondario. Il nuovo circondario soppresse il distretto istituito 1799 e fu formato da soli tre degli otto mandamenti precedenti. Ciò scatenò le proteste dei piedimontesi che scrissero anche una petizione al Parlamento il 21 marzo 1861 al fine di ripristinare il precedente assetto organizzativo ma tutto fu vano.
Il fenomeno del brigantaggio e del banditismo nei boschi del circondario, già forte agli inizi del XIX secolo quando il comune contrasse un debito di ben 300 ducati per assoldare una truppa al fine di difendersi dalle incursioni brigantesche, continuò anche dopo l'unificazione e terminò il 16 agosto 1870, quando fu catturato Domenico Fuoco, l'ultimo brigante del Matese.
Vista l'alta percentuale di analfabeti si provvide ad istituire subito dopo l'unificazione una scuola destinata a formare gli insegnanti (la "Scuola magistrale maschile di Piedimonte d'Alife") che formò tanti maestri preposti ad istruire piccoli e adulti. Iniziò poco dopo anche l'attività della Cassa di risparmio (1868), importante istituto premiato poi con una medaglia d'argento all'Esposizione di Torino del 1884. La Cassa edificò a sue spese via Vittorio Emanuele a Vallata. Fu successivamente aggregata al Banco di Napoli.
Durante la seconda metà dell'800 la maggiore attenzione verso le condizioni degli operai portò anche a Piedimonte alla fondazione della Società Operaia di Mutuo Soccorso con annessa Scuola popolare di disegno che fu sovvenzionata dall'amministrazione comunale, dalla Cassa di risparmio e dal Banco Matese. Nel 1871 fu istituito anche un Monte dei pegni mentre l'anno precedente era iniziato a funzionare un Monte di doti, che elargiva annualmente alle donzelle povere dieci "maritaggi" (contributi economici per formare le doti da portare in matrimonio).
Nel 1887 fu sciolta, a causa di improvvide operazioni finanziarie dei proprietari, la storica società Egg e il lavoro nella filanda fu fermato. La grande azienda passò poi ai Berner sotto la cui proprietà avvenne nel 1911 un grande sciopero animato dai 600 operai i quali chiedevano la riduzione dell'orario di lavoro (fermo da tempo a undici ore giornaliere).
Nel 1900 fu disposta con legge nazionale la bonifica della piana del Medio Volturno e nel 1927 fu fondato il Consorzio di bonifica. Il 30 giugno 1914 venne inaugurata la stazione ferroviaria, capolinea della ferrovia Alifana, mentre nell'aprile del 1923 furono ultimati i lavori di realizzazione della centrale idroelettrica, che attingendo le acque del vicino lago Matese, giunge ai piedi del Monte Cila.
Dal 1927 al 1945 appartenne alla provincia di Benevento, a seguito della temporanea soppressione della provincia di Caserta in epoca fascista.
Nell'ottobre 1943, durante la seconda guerra mondiale, fu bombardata dagli americani e poi ulteriormente colpita dai guastatori tedeschi in ritirata. Nel secondo dopoguerra mutò il suffisso da Piedimonte d'Alife in Piedimonte Matese (D.P.R. Nr. 711 del 13/08/1970). Il 29 dicembre 2013 è stata colpita da una scossa di terremoto di 4.9 gradi sulla scala Richter, e da altre scosse di assestamento, riportando danni lievi seppur visibili a numerose chiese e palazzi che sono stati chiusi. Il 20 gennaio 2014 lo sciame sismico è ripreso con una scossa di magnitudo 4.2 sulla scala Richter non peggiorando però i danni già presenti.

Gonfalone civico

### Simboli
Stemma e gonfalone
Lo stemma del comune è stato riconosciuto con decreto del capo del governo del 17 luglio 1929.
Con D.P.R. del 28 novembre 2003, su proposta del presidente del Consiglio Berlusconi, il presidente della Repubblica Ciampi ha concesso a Piedimonte Matese lo stemma e il gonfalone modificati con l'aggiunta degli ornamenti di Città:
L'argento indica purezza (in riferimento al fervore religioso dimostrato nei secoli dagli abitanti), mentre ciascun cipresso (riferimento ad una celebrità sempiterna) si riferisce ad una delle tre alture che coronano il territorio del Comune: il monte Cila, la piana di Castello e monte Muto. Lo stemma non può farsi risalire ad un'epoca precisa: se ne è accertata l'esistenza almeno dal XVII secolo, grazie alla possibilità di rilevarlo in monumenti e documenti risalenti a tale periodo. Era presente, ad esempio, sull'arco dell'abside di Santa Maria Occorrevole (complesso costruito proprio in quel periodo), ed ivi fu osservabile sino ai restauri del 1934. Composto inizialmente dal solo scudo, lo stemma fu nel XIX secolo fregiato anche dalla corona assegnata ai comuni più popolosi, con foggia diversa a seconda della loro importanza. A causa di un errore della Regia consulta araldica, la prima corona assegnata (il 4 maggio 1870) fu quella attribuibile ai paesi che raggiungessero i 3 000 abitanti, benché Piedimonte avesse ottenuto il titolo di città ormai dal 1730. Gli organi competenti tuttavia non presentarono ricorso, e la adottarono. Detta corona può essere ancora oggi osservata nella riproduzione dello stemma cittadino sull'impiantito della Basilica di Santa Maria Maggiore.
Nel passaggio da feudo a comune le frazioni di Castello, San Gregorio e San Potito sono divenuti comuni autonomi, e ciascuno ha adottato quale stemma cittadino uno solo dei tre cipressi originari.
Bandiera
Con D.P.R. del 30 ottobre 2008 è stata concessa al comune una bandiera:

### Onorificenze
Titolo poi confermato sotto la corona sabauda tramite regio decreto il 4 maggio 1870.

## Monumenti e luoghi d'interesse

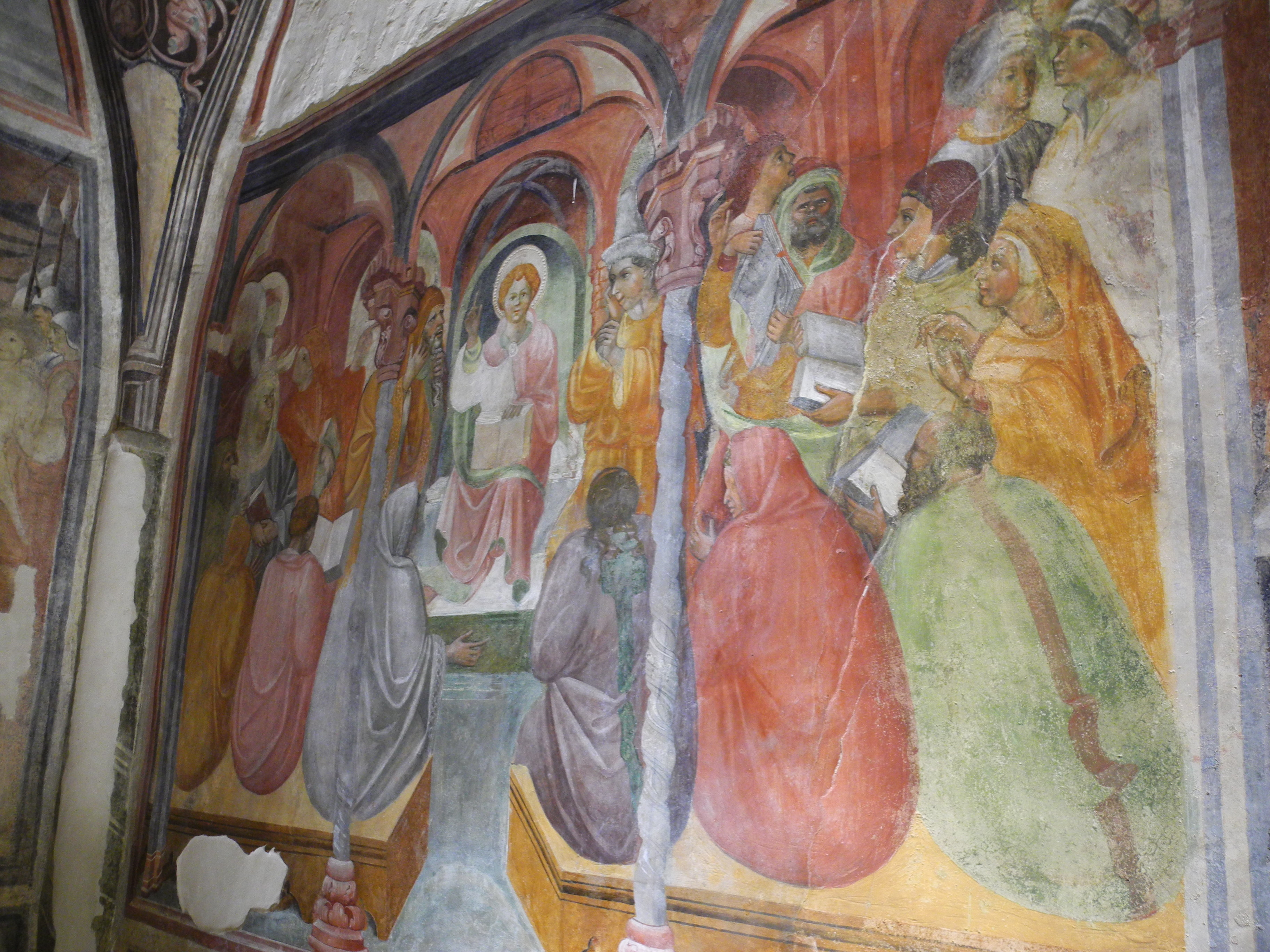
Particolare degli affreschi della chiesa di San Biagio

L'abitato, sviluppatosi soprattutto nel tardo Medioevo, si presenta come un antico centro in posizione naturalmente strategica e conserva alcune felici caratteristiche ambientali cui si adeguano decorosamente anche le posteriori costruzioni barocche.

### Architetture religiose
- Nella chiesa di San Biagio, costruita agli inizi del secolo XV, vi è un ciclo di affreschi con storie dell'Antico e Nuovo Testamento e storie di San Biagio, che costituisce una delle espressioni più alte di quella cultura figurativa tardo-gotica, largamente influenzata da tendenze internazionali, fiorita intorno al secolo XV. La chiesetta ha un portale ogivale e l'interno ad una navata divisa in due campate con un arco pure ogivale.
- Nel 1414 fu eretta la chiesa di San Tommaso (o San Domenico), su edificio precedente a sua volta sorto su ruderi di un tempio romano. La chiesa ha una semplice facciata a cuspide con portale ogivale e campanile con ottagono cuspidato; l'interno, ad una navata, rifatto nel Seicento, conserva un coro ligneo cinquecentesco e tavole e affreschi dei secoli XVII e XVIII. Nella base del campanile sono inseriti metope e triglifi dell'antico tempio pagano. Nell'annesso ex-convento, oggi sede del Museo alifano, si conservano interessanti reperti archeologici provenienti dalla vicina Alife: armi e oggetti dell'età della pietra, terrecotte di età greco-romana e oggetti di interessi artistico e storico quali monete, pergamene, coralli miniati, ceramiche e armi.
- Del 1640 è il santuario dell'Annunziata, dalla movimentata e ricca facciata barocca con tre portali di cui particolarmente ricco è il mediano, sobriamente decorato e sormontato da una nicchia. L'interno è a tre navate, adorno di stucchi, e conserva altari lignei lavorati, un coro settecentesco intagliato da A. Giordano nel 1749, una grande tavola di Nicola Maria Rossi del 1732 ed una Natività di scuola napoletana attribuita a F. Curia (1538-1610).
- la barocca chiesa di San Salvatore, il cui interno è ornato di marmi e stucchi barocchi, è stata costruita su disegno di Cosimo Fanzago.
- la Basilica di Santa Maria Maggiore, che conserva tavole e tele dei secoli XV e XVII, è del secolo XVIII, tra le quali è una Gloria di San Gennario di Paolo de Matteis, del 1710.[55] Nel dicembre del 1945 papa Pio XII la elevò alla dignità di basilica minore.[56]
- Il santuario di Santa Maria Occorrevole, situato nei dintorni, fu eretto nel secolo XV su una precedente costruzione di cui resta l'abside trecentesca con affreschi degli inizi del Quattrocento. La chiesa, a tre navate, fu in gran parte rifatta nel Seicento e restaurata nel 1934.
- Il santuario di Santa Maria degli Angeli, cui si accede per il viale della Solitudine, fiancheggiato dalle cappelle della Via Crucis, è del 1678 ed ha un interno in stile barocco.
- La chiesa di San Giovanni si erge dall'alto del centro medievale col suo campanile ed il suo portale ogivale tipicamente gotico.

- Cappella della Pietà
- Chiesa del Carmine
- Chiesa della Madonna delle Grazie

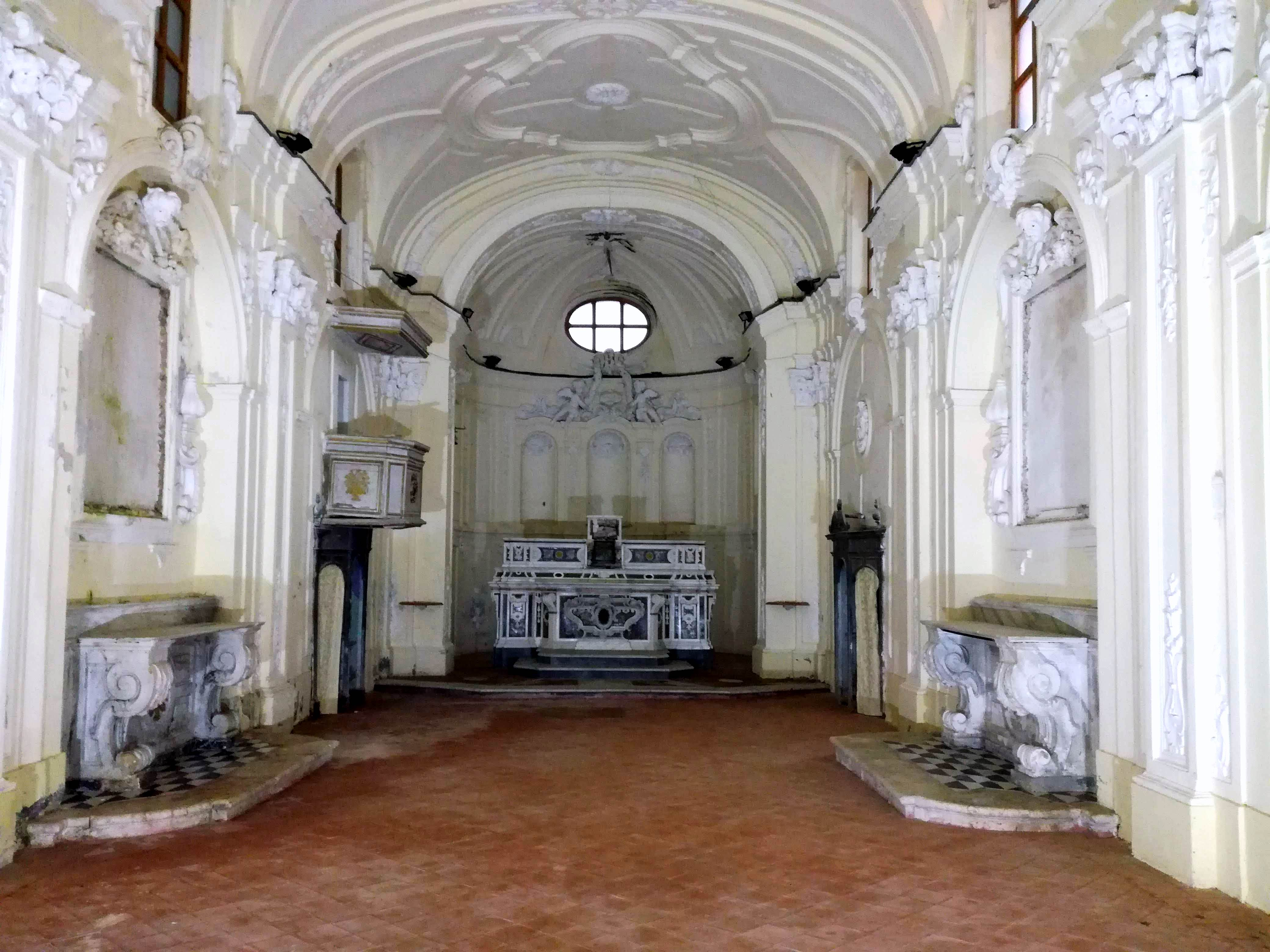
Interni della chiesa di San Sebastiano

- Chiesa della Santissima Annunciazione di Maria
- Chiesa della Solitudine di Santa Maria degli Angeli
- Chiesa di San Benedetto
- Chiesa di San Cassiano presso San Potito
- Chiesa di San Filippo Neri
- Chiesa di San Francesco
- Chiesa di San Giovanni Battista

- Chiesa di San Marco
- Chiesa di San Michele presso Sepicciano
- Chiesa di San Nazario
- Chiesa di San Rocco
- Chiesa di San Sebastiano
- Chiesa di Sant'Anna o dei Celestini o di Santa Maria del Carmine
- Chiesa di Sant'Antonio Abate
- Chiesa di Sant'Antonio da Padova
- Chiesa di Santa Lucia ad aquas
- Chiesa di Santa Maria di Costantinopoli

### Architetture civili
- Il palazzo ducale dei Gaetani d'Aragona, rifatto agli inizi del secolo XVIII, conserva della precedente costruzione alcune finestre ogivali, un portale del Seicento, uno del secolo XV in stile durazzesco e stucchi e dipinti del secolo XVII. Nonostante sia da anni in malinconico abbandono, praticamente disabitato e privo di manutenzione. Attualmente metà della proprietà del palazzo è della provincia di Caserta.
- Il palazzetto De Forma conserva bifore trecentesche.
- Il casino Scorciarini Coppola del XIX secolo, in via Elci
- Il Palazzo Merolla del XVIII sec. in piazza Roma
- Il Palazzo Romagnoli, via Cila
- Villa Candida metà del XIX sec., Via Cila
- Il Palazzo Gaetani, Via Madonna delle Grazie
- Palazzo Onoratelli loc. Sepicciano
- Villa Berner , Via Cila
- Cimitero protestante detto "Cimitero degli Svizzeri"
- Fontana tonda con cigno situata in piazza Roma. Inaugurata il 2 giugno 1892 presente la banda musicale di Roma diretta dal maestro Alessandro Vessella.
- Statua bronzea situata in piazza De Benedictis. Riproduzione della statuetta Corridore del Monte Cila realizzata su ampia scala dallo scultore Alessandro Parisi.
- Monumento ai caduti realizzato da Ennio Tomai. La statua bronzea originale è stata donata per la raccolta dei metalli durante la seconda guerra mondiale. Attualmente è presente una riproduzione.

### Musei
- Museo civico Raffaele Marrocco ha sede nel complesso conventuale domenicano.

### Siti archeologici
Il parco archeologico del Monte Cila, accessibile da via Madonna delle Grazie, presenta all'ingresso un teatro all'aperto moderno in pietra, realizzato durante gli ultimi lavori. Dal teatro parte il sentiero che sale lungo la montagna e conduce alle mura megalitiche disposte in cinque semicircuiti dalla lunghezza complessiva di 7 km. L'epoca di realizzazione è, secondo il Majuri, il VII secolo a.C.

## Società

### Evoluzione demografica
Abitanti censiti

## Cultura

### Musei
Il museo civico Raffaele Marrocco è intitolato al suo fondatore che si adoperò per istituirlo nel 1912 e per redigere il primo catalogo. Ospitato inizialmente in un locale del convento del S.mo Salvatore, nel 1927 passò in alcuni ambienti dell'ex convento di S. Tommaso, liberati dagli uffici della sottoprefettura di Piedimonte, soppressa in quell'anno. Durante la seconda guerra mondiale ha subito un furto di fucili e monete antiche. Il museo è stato riaperto nel 2013 con un nuovo allestimento incentrato sulla collezione archeologica, forte dell'importante statuetta denominata "Corridore di monte Cila", e sulla collezione civica contenente bambole, ceramiche cerretesi, quadri e cimeli del passato.

### Biblioteche
La biblioteca comunale "Aurora Sanseverino", inaugurata negli anni 1990, è collocata nella villa comunale ed ha le pareti esterne decorate con murales di Giovanni Timpani raffiguranti persone illustri del passato di Piedimonte. All'ingresso è esposto il volume originario restaurato del catasto onciario della città, redatto nel 1754. Vi è collocato anche l'archivio storico comunale.
La biblioteca diocesana "S. Tommaso d'Aquino" è nata nel 1990 dall'unione dei fondi librari dell'antica biblioteca del seminario, risalente al 1696, e della biblioteca dell'Istituto di Scienze Religiose. Possiede circa 23.000 volumi ed ha due settori specialistici, uno dedicato alla produzione teologica post concilio Vaticano II ed un'altra alla storia locale. Nel 2015 è iniziata la digitalizzazione dei testi antichi e dei loro supporti materiali, finanziata con fondi regionali ed europei, e resa consultabile dal sito di Biblioteca Digitale Italiana (BDI).

### Eventi
Dal 2013 il chiostro di San Tommaso D'Aquino a Piedimonte Matese ed il Parco Archeologico di Monte Cila sono la location della rassegna annuale di quattro giorni dal titolo "Il mestiere del Cinema". A partire dalla terza edizione, una giuria assegna un premio nazionale al miglior film-documentario sulle bellezze paesaggistiche e tipicità gastronomiche italiane.

## Infrastrutture e trasporti
Il comune è servito dalla stazione di Piedimonte Matese, capolinea settentrionale della ferrovia Alifana.

## Amministrazione
| Periodo           | Periodo           | Primo cittadino     | Partito                     | Carica                  | Note   |
| ----------------- | ----------------- | ------------------- | --------------------------- | ----------------------- | ------ |
| 27 aprile 1997    | 6 febbraio 2006   | Carlo Sarro         | lista civica                | sindaco                 |        |
| febbraio 2006     | 29 maggio 2006    |                     |                             | commissario prefettizio |        |
| 29 maggio 2006    | 8 novembre 2006   | Pasquale Musto      | lista civica                | sindaco                 |        |
| 15 novembre 2006  | 28 maggio 2007    | Luigi Palmieri      |                             | commissario prefettizio |        |
| 28 maggio 2007    | 13 settembre 2016 | Vincenzo Cappello   | Piedimonte Democratica      | sindaco                 |        |
| 22 settembre 2016 | 11 giugno 2017    | Vittoria Ciaramella |                             | commissario prefettizio |        |
| 11 giugno 2017    | 8 settembre 2020  | Luigi Di Lorenzo    | Uniti per Piedimonte Matese | sindaco                 | [ 72 ] |
| 23 settembre 2020 | 4 ottobre 2021    | Patrizia Vicari     |                             | commissario prefettizio |        |
| 4 ottobre 2021    | in carica         | Vittorio Civitillo  | lista civica                | sindaco                 |        |

### Gemellaggi
- Seligenstadt, dal 2010
- Cervinara, dal 2013[73]

## Sport
A Piedimonte Matese, presso la piscina comunale, si svolge il "Trofeo Città di Piedimonte Matese", una manifestazione nazionale di nuoto per salvamento.
La squadra di calcio della città è stata il Tre Pini Piedimonte Matese, vincitore per due volte consecutive della Coppa Italia regionale del Molise. Nell'estate 2020 con la fusione con il Comprensorio Vairano è nata una nuova società, FC Matese, iscritto al campionato di Serie D.
Inoltre, qui viene anche organizzata una manifestazione motoristica a livello nazionale, denominata "Rally Del Matese".